# Gù dū chūn mèng
Gù dū chūn mèng é um filme de drama hong-konguês de 1964 dirigido e escrito por Lo Chen. Foi selecionado como representante de Hong Kong à edição do Oscar 1965, organizada pela Academia de Artes e Ciências Cinematográficas.

## Elenco
- Diana Chang - Chung Wen
- Paul Chang
- Chen Li-li
- Chen Yen-yen
- Chiang Kuang Chao
- Chin Han
- Chin Ping
- Ching Miao - General
- Fan Mei Sheng
- Fang Yin
- Feng Yi
- Kao Pao-shu
- Han Ying-Chieh
- Peter Chen Ho
- Julia Hsia